# Abraham Paleostrowski
Abraham Paleostrowski (zm. ok. 1460) – święty mnich w Rosyjskiej Cerkwi Prawosławnej.
Był uczniem i następcą Korneliusza Paleostrowskiego; mnich z tego samego klasztoru. Na Rusi (Moskiewskiej) wspomnienie tego świętego obchodzone jest 21 sierpnia.